# Lunds studentkår
Lunds Studentkår (LS; äldre benämning Studentcorpsen i Lund) var fram till 1996 den största studentkåren vid Lunds universitet och omfattade fram till 1977 universitetets samtliga studenter. Den ersattes 1996 av Lunds universitets studentkårer.
Lunds Studentkår konstituerades officiellt den 16 maj 1867, men hade då redan sedan 1851 bedrivit verksamhet i form av "allmänna kårmöten", vilka formellt sorterade under Akademiska Föreningens sociala utskott. Under 1800-talet var kårens uppgifter primärt ceremoniella och i stor utsträckning förknippade med de olika nationella och nordiska studentmötena. Efter första världskriget kom kåren dock att få en mer praktiskt social inriktning, bland annat genom inrättandet av en matservering ("Konviktorium") och en kreditkassa, studenthälsovård med mera. Med början under 1960-talet partipolitiserades kåren, samtidigt som ett kraftigt stigande studentantal gjorde att de allmänna kårmötena slutgiltigt ersattes av en indirekt demokrati.
År 1984 bröt sig ingenjörsstudenterna inom Lunds studentkår ut och bildade Teknologkåren vid Lunds tekniska högskola (TLTH). Drygt tio år efter detta beslöts att ersätta den gamla kåren med en ny struktur av fakultetskårer och höstterminen 1996 lades den gamla kåren i praktiken ned varefter formell likvidation följde 1998. Som ett sammanhållande organ för de nya kårerna bildades även paraplyorganisationen Lunds universitets studentkårer, vars presidium övertagit åtskilliga av den gamla kårens ceremoniella uppgifter såsom mösspåtagningstalet på Siste April och rektorsuppvaktningen på första maj, liksom förvaltandet av en del gemensamma stiftelser och organ. 
Ordföranden för Lunds Studentkår var med automatik även vice ordförande för Akademiska Föreningen vari kåren också hade sina lokaler.

## Kårordförande

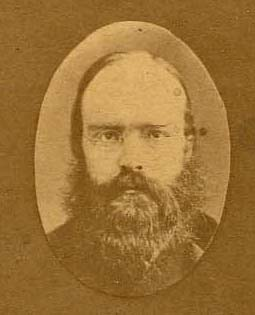
Adjunkt Nils Dunér, den förste ordföranden för Lunds Studentkår 1867.

- 1867 – Nils Dunér, professor i astronomi
- 1868 – Clas Theodor Odhner, professor i historia och riksarkivarie
- 1869 – Emil Finneve Gustrin, kansliråd
- 1870–1871 – Johan Lang, professor i medicinsk och fysiologisk kemi
- 1872 – Elof Tegnér, universitetsbibliotekarie
- 1873 – Carl Magnus Zander, professor i latin
- 1874 – Per Sörensson, präst och riksdagsman
- 1875 – August Wijkander, fysiker, politiker, förste rektorn för Chalmers
- 1876–1877 – Wilhelm Idström, bankkamrer
- 1877 – G. Bring
- 1878 – Axel Emanuel Friedlander, teolog och skolman
- 1879 – Pontus Fahlbeck, professor i historia och statskunskap
- 1880 – Hilding Andersson, rektor och översättare
- 1881 – Pontus Fahlbeck (andra gången)
- 1882 – Sven Adolf Brandel, läroverksadjunkt
- 1883 – Karl Reinhold Geijer, professor i filosofi vid Uppsala universitet
- 1884–1885 – David Bergendal, professor i zoologi
- 1886 – Johannes Paulson, professor i filologi, rektor för Göteborgs högskola
- 1887–1888 – Nils Flensburg, professor i sanskrit, skald och vältalare
- 1889 – Johan Thyrén, professor i juridik, justitieminister, rektor för Lunds universitet
- 1890 – Ewert Wrangel, professor i estetik
- 1891 – Johan Thyrén (andra gången)
- 1892–1893 – Magnus Pfannenstill, professor i teologi, domprost
- 1894 – J.B. Sjögren
- 1895–1896 – Carl Martin Collin, direktör och boksamlare
- 1897 – Johannes Strömberg, rektor för Spyken
- 1898 – Claes Lindskog, professor i latin och grekiska, ecklesiastikminister
- 1899 – Arthur Stille, professor i historia
- 1900 – Sigurd Hansson, journalist
- 1901 (januari–februari) – Ludvig Widell, statistiker, ämbetsman
- 1901 – Emil Sommarin, professor i nationalekonomi
- 1902 – Malcolm Hamilton, greve, hovrättsnotarie och löjtnant
- 1903 – Birger Sjövall, historiker och skolman
- 1904 – Rurik Holm, historiker och folkskoleinspektör
- 1905 – Sigfrid Wallengren, professor i statskunskap
- 1905–1906 – Torgny Segerstedt, religionshistoriker, redaktör för Göteborgs Handels- och Sjöfartstidning
- 1906–1907 – Fredrik Böök, professor i litteraturhistoria, litteraturkritiker
- 1907 – Otto Holmdahl, präst, generaldirektör och riksdagsman
- 1908 – Nils Hintze, jurist, akademikamrerare
- 1909 (januari–februari) – E. Hedström
- 1909 – J. E. Nilsson
- 1910–1911 – Axel Lindqvist
- 1911 – Georg Nyman
- 1912 – Folke Nosslin, stadsbibliotekarie i Malmö
- 1913 – Nils Hänninger, chef för Skolöverstyrelsen
- 1914–1915 – Olof Sundin, arkeolog, anstaltsdirektör
- 1916 – Sven Ingvar, professor i praktisk medicin
- 1917 – Björn Johansson
- 1918 – Malte Åkerman, docent i latin, läroverkslektor
- 1919 – Olof Sundin (andra gången)
- 1920 – Åke Hassler, professor i privaträtt, riksdagsman
- 1921 – Albert Sjögren
- 1921 (oktober–december) – Åke Hassler (andra gången)
- 1922 – Åke Wilton
- 1922 (oktober–december) – Ove Sommelius, chefredaktör för Helsingborgs Dagblad
- 1923 (januari–april) – Sidney Hagman
- 1923 – Aron Borelius, professor i konsthistoria
- 1924 – Åke Hedelin, teolog
- 1925 – Otto Wangson, advokat, riksdagsman
- 1926 – Anton Ögård, advokat
- 1927 – Nils Falk
- 1928 – Otto Berch, godsägare
- 1929 – Harald Andersson
- 1930 – Sven P:son Hallnäs, fackföreningsman
- 1931–1932 – Tage Ahldén, germanist
- 1933 – Bengt Söderberg
- 1934 – Tage Larsson, matematiker och försäkringsbolagsdirektör
- 1934–1935 – Ingemar Lindstam, prost och hovpredikant
- 1935 (september–december) – Karl-Erik Löfqvist, historiker och skolman
- 1936 – Krister Gierow, chef för Lunds universitetsbibliotek
- 1937 – Georg Borgström, växtfysiolog och debattör
- 1938 – Gunnar Dahmén, radio- och TV-präst, hovpredikant
- 1939 – Hjalte Hultén, läkare
- 1940 – Christian Callmer, historiker och bibliotekarie
- 1941 – Bertil Block, teolog, lektor och rektor
- 1942 – Ivar Agrell, zoolog
- 1943–1944 – Carl Göran Regnéll, bankdirektör och politiker
- 1945 – Ove Nordstrandh, läroverkslektor och politiker
- 1946 - Åke Sällström, historiker och arkivarie
- 1947 – Per Blomquist, präst och politiker
- 1948–1949 – Bertil Nosslin, överläkare och professor
- 1950 – Gunnar Hillerdal, rektor, religionsfilosof och författare
- 1951–1952 – John-Fredrik Ivarsson
- 1952 (mars–december) – Rolf Rembe, fackförbundsdirektör, teaterchef och författare
- 1953 – Thomas Svantesson
- 1954 – Harald Håkansson
- 1955 – Olof Ruin, professor i statskunskap
- 1956 – Jan Forkman, jurist
- 1957 – Rune Persson
- 1958 – Gunnar Fredriksson, chefredaktör
- 1959 – Sören Mannheimer, advokat
- 1960 – Thord Palmlund, generaldirektör
- 1961 – Eric Owers, nöjeschef på Liseberg och advokat
- 1962 – Olof Söderberg, överdirektör i kärnbränslenämnden
- 1963 – Sverker Oredsson, professor i historia, kommunalråd
- 1964 – Ulf Lönnqvist, statsråd, landshövding
- 1965 – Ulf Henriksson, informationschef
- 1966 – Lars Dahlberg, organisationsdirektör
- 1967–juni 68 – Bengt Oberger, avdelningsdirektör vid SIDA
- juli–december 1968 – Per Åke Hallberg, VD för Malmö fastighetsägarförening
- 1969 – Per Anders Fagerholm, byrådirektör
- 1970 – Hans Henrik Lidgard, professor i juridik
- 1971 – Mats Svegfors, chefredaktör, landshövding
- 1972 – Anders Westerberg, präst och statstjänsteman
- 1972 – Alf Sjöström, grundare av Novus opinionsundersökningsinstitut
- 1973 – Göran Belfrage, civilingenjör
- 1974 – Mathias André, jur dr
- 1975 – Jonas Hafström, diplomat
- 1978 – Gunnar Oom, kommunalråd
- 1979 – Göran Larsson, stadsarkivarie, museichef
- 1980 – Göran Eriksson
- 1981 – Håkan Svensson
- 1982 – Evan Klintner
- 1983 – Lars Hessman
- 1984 – Marie Andersson
- 1985 – Magnus Ramberg, advokat
- 1986 – Anders Lindgren
- 1987 – Ola S Svensson
- 1988 – Per Ola Olsson, rektor
- 1989 – Cecilia Brinck, riksdagsledamot, oppositionsborgarråd
- 1990-1991 – Ursula Berge, politisk debattör
- 1992 – Jonas Alberoth, ställföreträdande generaldirektör
- 1993 – Mats Uttervall (en månad)
- 1993 - Anna Svensson, teolog, församlingsherde
- 1994 – Martin Lundin
- 1995 – Fredrik Starmark